# Erdoğanismo

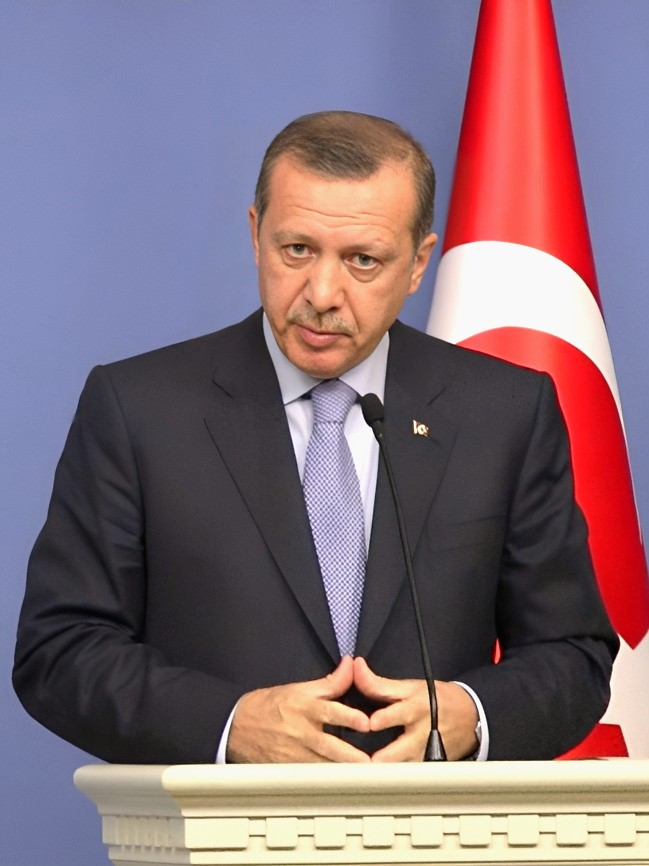
Recep Tayyip Erdoğan.

El erdoğanism o tayyipismo (en turco, erdoğancılık o tayyipçilik)  se refiere a los ideales políticos del presidente turco, Recep Tayyip Erdoğan, quien se convirtió en primer ministro en 2003 y sirvió hasta su elección a la presidencia en 2014. Con un apoyo derivado significativamente de la autoridad carismática, el erdoğanismo ha sido descrito como el «fenómeno más fuerte en Turquía desde el kemalismo» y solía disfrutar de un amplio apoyo en todo el país hasta la crisis económica turca de 2018, que provocó una disminución significativa de la popularidad de Erdoğan. Sus raíces ideológicas se originan en el conservadurismo turco y su adherente político más predominante es el gobernante Partido Justicia y Desarrollo, un partido que el propio Erdoğan fundó en 2001.

## Descripción general
Como versión personificada de la democracia conservadora, los ideales clave del erdoğanismo incluyen un fuerte liderazgo centralizado de inspiración religiosa basado principalmente en el consentimiento electoral y menos en la separación de poderes y los controles y equilibrios institucionales. Los críticos a menudo se han referido a la perspectiva política de Erdoğan como autoritaria y como una dictadura electiva. La perspectiva electoralista del erdoğanismo ha sido descrita a menudo como una democracia iliberal por líderes extranjeros, como el primer ministro húngaro, Viktor Orbán.
El erdoğanismo también está fuertemente influenciado por el deseo de establecer una "Nueva Turquía", apartándose de los principios kemalistas fundadores de la República Turca y aboliendo ideales constitucionales clave consagrados que están en desacuerdo con la visión de Erdoğan, como el secularismo. Los partidarios del erdoğanismo a menudo piden un resurgimiento de los valores culturales y tradicionales del Imperio Otomano, a la vez que critican las reformas sociales pro occidentales y la modernización iniciadas por el fundador de la República Turca, Mustafa Kemal Atatürk. El apoyo popular al erdoğanismo se origina principalmente en el desarrollo de un culto a la personalidad en torno a Erdoğan, así como en el predominio de la autoridad carismática. El papel de Erdoğan personificado como agente individual de los valores conservadores turcos se ha manifestado en forma de destacados lemas de campaña para las elecciones presidenciales turcas, como "Milletin Adamı", que traducido al español sería "Hombre de la Nación".

## Historia
El concepto «erdoğanismo» surgió por primera vez poco después de la victoria de Erdoğan en las elecciones generales de 2011, donde se describió predominantemente como los ideales democráticos conservadores del Partido AK fusionados con la demagogia y el culto a la personalidad de Erdoğan. El uso del término aumentó junto con un mayor reconocimiento de Erdoğan en el escenario global, principalmente debido a sus ideales proactivos de política exterior basados en el neootomanismo, un factor central que abarca el erdoğanismo.

## Valores fundamentales
El escritor Mustafa Akyol ha concebido el erdoğanismo como una ideología basada fundamentalmente en un culto a la personalidad, refiriéndose a él como una forma de autoritarismo populista similar al del putinismo en Rusia. Akyol también describe la glorificación del Imperio Otomano, el islamismo, el nacionalismo turco, la sospecha de la intervención política occidental en el Medio Oriente, el rechazo del kemalismo y el confinamiento del proceso democrático y de las elecciones como atributos clave del erdoğanismo. Para otros académicos, la dirección política antikemalista se equipara con el antioccidentalismo.